# Rubiá

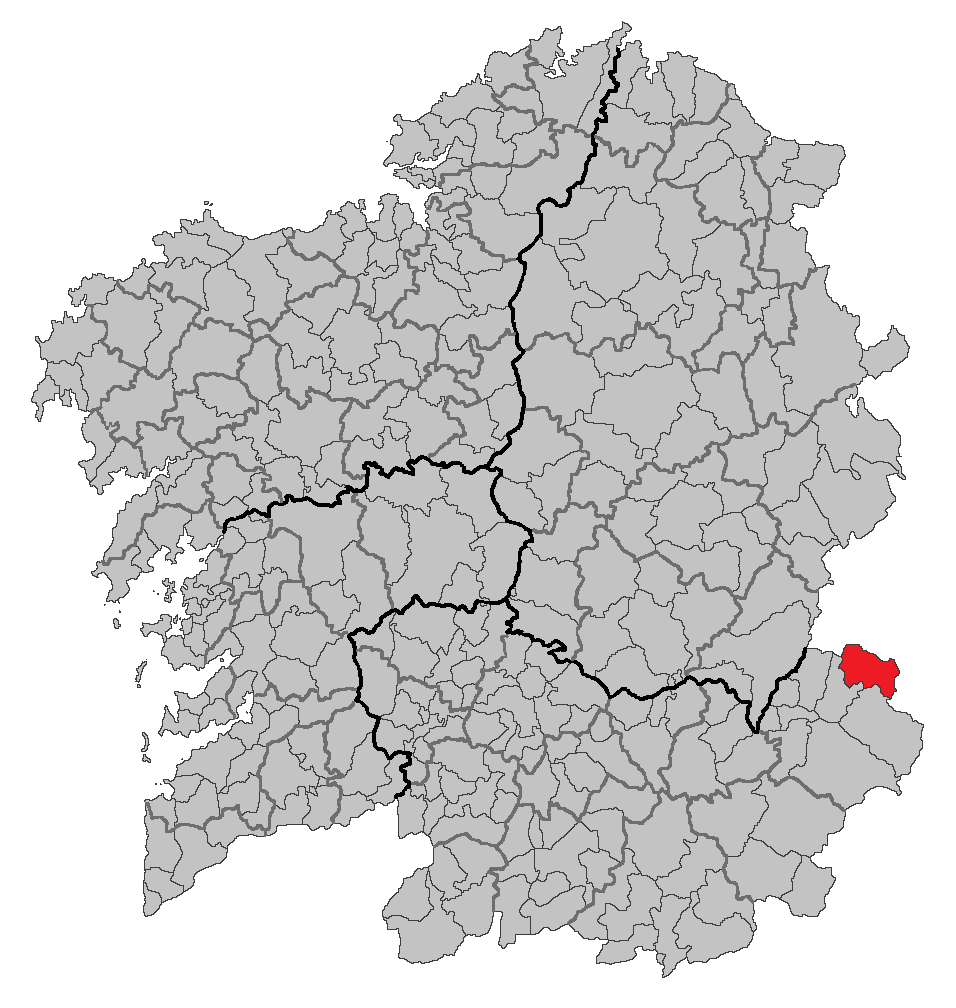
Vị trí của Rubiá in Galicia.

Rubiá là một municipality in the Spanish province of Ourense. Dân số 1734 (Spanish 2001 Census) và diện tích 101 km².